# Organización territorial de Tonga

Mapa político de Tonga dividido en regiones administrativas y otros territorios

Tonga está dividida en 5 divisiones administrativas que, a su vez, se subdividen en 23 distritos o vahe.

## Divisiones de Tonga
| División  | Superficie (km²) | Población 2021 | Población 2021 | Población 2021 | Capital    |
| División  | Superficie (km²) | P. masculina   | P. femenina    | P. Total       | Capital    |
| --------- | ---------------- | -------------- | -------------- | -------------- | ---------- |
| 'Eua      | 87,44            | 2 406          | 2 497          | 4 903          | 'Ohonua    |
| Ha'apai   | 109 98           | 2 676          | 2 743          | 5 419          | Pangai     |
| Niuas     | 71,69            | 574            | 576            | 1 150          | Hihifo     |
| Tongatapu | 260,48           | 36 032         | 38 422         | 74 454         | Nuku'alofa |
| Vava'u    | 121,00           | 7 089          | 7 194          | 14 283         | Neiafu     |
| Total     | 650,59           | 48 777         | 51 432         | 100 209        |            |

Distritos de Tongatapu
Distritos de 'Eua
Distritos de Ha'apai
Distritos de Niuas
Distritos de Vava'u

## Distritos de Tonga
| Nombre        | División  | Código ISO 3166-2:TO | Capital               | Área (km2) | Habitantes |
| ------------- | --------- | -------------------- | --------------------- | ---------- | ---------- |
| Kolofo'ou     | Tongatapu | TO-041               | Nuku'alofa Occidental | 12.47      | 18.960     |
| Kolomotu'a    | Tongatapu | TO-042               | Nuku'alofa Oriental   | 28.08      | 17.100     |
| Vaini         | Tongatapu | TO-043               | Vaini                 | 64.23      | 12.950     |
| Tatakamotonga | Tongatapu | TO-044               | Tatakamotonga         | 56.21      | 7.230      |
| Lapaha        | Tongatapu | TO-045               | Lapaha                | 52.32      | 7.380      |
| Nukunuku      | Tongatapu | TO-046               | Nukunuku              | 36.64      | 7.730      |
| Kolovai       | Tongatapu | TO-047               | Kolovai               | 22.51      | 4.080      |
| Neiafu        | Vava'u    | TO-051               | Neiafu                | 24.0       | 5.780      |
| Pangaimotu    | Vava'u    | TO-052               | Pangaimotu            | 10.979     | 1.325      |
| Hahake        | Vava'u    | TO-053               | Ta'anea               | 30.00      | 2.300      |
| Leimatu'a     | Vava'u    | TO-054               | Leimatu'a             | 21.00      | 2.436      |
| Hihifo        | Vava'u    | TO-055               | Longomapu             | 30.00      | 2.105      |
| Motu          | Vava'u    | TO-056               | Hunga                 | 45.167     | 985        |
| Lifuka        | Ha'apai   | TO-021               | Pangai                | 14.66      | 2.420      |
| Foa           | Ha'apai   | TO-022               | Lotofoa               | 13.903     | 1.360      |
| Lulunga       | Ha'apai   | TO-023               | Ha'afeva              | 73.85      | 1.057\|    |
| Mu'omu'a      | Ha'apai   | TO-024               | Nomuka                | 11.26      | 609        |
| Ha'ano        | Ha'apai   | TO-024               | Fakakai               | 9.0        | 511        |
| 'Uiha         | Ha'apai   | TO-026               | 'Uiha                 | 8.4        | 672        |
| 'Eua Motu'a   | 'Eua      | TO-011               | 'Ohonua               | 44.50      | 2.852      |
| 'Eua Fo'ou    | 'Eua      | TO-012               | Angaha                | 44.50      | 2.164      |
| Niua Toputapu | Ongo Niua | TO-031               | Hihifo                | 20.00      | 760        |
| Niua Fo'ou    | Ongo Niua | TO-032               | 'Esia                 | 52.00      | 523        |
| Tonga         |           |                      | Nuku'alofa            | 728.8      | 103.500    |

Además, también dependen del reino de Tonga los arrecifes de Minerva, que geográficamente están en Fiyi. Son dos anillos coralinos que sólo son visibles con marea baja.